# Last Night in Rozzie
 (juin 2025).
Si vous disposez d'ouvrages ou d'articles de référence ou si vous connaissez des sites web de qualité traitant du thème abordé ici, merci de compléter l'article en donnant les références utiles à sa vérifiabilité et en les liant à la section « Notes et références ».

Last Night in Rozzie est un film américain réalisé par Sean Gannet, sorti en 2021.

## Synopsis
Un avocat retourne à Boston pour assister son ami mourant et son fils et doit bientôt faire face à un traumatisme d'enfance.

## Fiche technique
- Titre original : Last Night in Rozzie
- Réalisation : Sean Gannet
- Scénario : Ryan McDonough
- Musique : Jongnic Bontemps
- Photographie : Matt Suter
- Montage : Matt Yaple
- Production : Andrew Cahill, Sean Gannet et Kris Meyer
- Société de production : Big Show Pictures, McShowoff et SFG Productions
- Pays : États-Unis
- Genre : Drame
- Durée : 80 minutes
- Dates de sortie : États-Unis : 17 septembre 2021

## Distribution
- Neil Brown Jr. : Ronnie
- Nicky Whelan : Pattie
- Jeremy Sisto : Joey
- Kevin Chapman : Jim